# Ел Палмар Алгодон (Санта Марија Гијенагати)
Ел Палмар Алгодон (шп. El Palmar Algodón) насеље је у Мексику у савезној држави Оахака у општини Санта Марија Гијенагати. Насеље се налази на надморској висини од 553 м.

## Становништво
Према подацима из 2010. године у насељу је живело 8 становника.

### Хронологија
| Година       | 2000       | 2005 | 2010 |
| ------------ | ---------- | ---- | ---- |
| Становништво | 11 (7 / 4) | 2    | 8    |

### Попис
| # | Индикатор                     | Вредност |
| - | ----------------------------- | -------- |
| 1 | Укупно домаћинстава           | 2        |
| 2 | Укупно насељених домаћинстава | 1        |
| 3 | Величина локације             | 1        |